# Tapping up
Tapping up (британский вариант английского языка) или tampering (американский вариант английского языка) — термин в профессиональных командных видах спорта, означающий попытку убедить игрока, имеющего действующий контракт с одной командой, перейти в другую команду, без ведома и разрешения текущей команды игрока. Такой подход часто делается через агента игрока. Это категорически запрещено во многих профессиональных лигах, но не является незаконным.
Мягкая форма tapping up включает в себя, например, восхищение менеджера игроком другого клуба или намёки на заинтересованность в подписании, слухи от «источника, близкого к менеджеру», которые во многих случаях идут от самого клуба и предназначены для демонстрации интереса, но позволяют правдоподобно отрицать обвинения в tapping up. Большинство экс-игроков откровенно признаются, что сталкивались с tapping up в футболе на протяжении десятилетий. Менеджер «Ноттингем Форест» Брайан Клаф как-то сказал: «мы tapping up больше игроков, чем воды у Severn Trent Water Authority!» (крупная британская компания водной индустрии (обеспечение питьевой водой и услугами сточных вод (в том числе очистка сточных вод) всех секторов экономики)). Гарри Реднапп, менеджер «Тоттенхэм Хотспур», сказал, что деятельность, которая граничит с tapping up, регулярно встречается в сделках между клубами Премьер-лиги, а футболист Скотт Минто, заявил Sky Sports, что запрет был бы «крайне суровым» из-за его потенциальной частоты. Тем не менее, были и другие случаи, когда клубы подвергались санкциям за tapping up.

## Некоторые примеры tapping up
- Дуайт Йорк и Эшли Коул, в этих случаях инциденты испортили отношения между игроком и его клубом. 2 июня 2005 года Коул был признан виновным и оштрафован на £ 100 000 за встречу в отеле в январе 2005 года между ним, менеджером «Челси» Жозе Моуринью, главным исполнительным директором «Челси» Питером Кеньоном, и агентом Коула Джонатаном Барнеттом[5].
- скандал в 2009 году, когда клуб «Челси» был признан виновным в побуждении Гаэля Какуты разорвать контракт с французским клубом «Ланс» в 2007 году. В качестве наказания, ФИФА запретила «Челси» регистрировать новых игроков в течение двух трансферных окон[6]. Клуб обратился в Спортивный арбитражный суд, который впоследствии снял санкции.
- практика tapping up изображается в британском фильме «Большая игра» 1953 года.